# Госфорд-парк
«Госфорд-парк» (англ. Gosford Park) — исторический сатирический детектив 2001 года режиссёра Роберта Олтмена. Фильм был высоко оценён мировой кинопрессой и получил множество наград, в том числе премию «Оскар» в категории «Лучший оригинальный сценарий».
Сценарий Джулиана Феллоуза творчески обыгрывает ситуации романов Агаты Кристи и классического предвоенного фильма «Правила игры». Позднее Феллоузу удалось развить идею равнопланового освещения жизни аристократии и прислуги, почерпнутую у Ренуара, в телесериале «Аббатство Даунтон».

## Сюжет
Англия, 1932 год. В Госфорд-парк, поместье сэра Уильяма Маккордла и его жены, леди Сильвии, съезжается компания богатых британских и американских гостей со своей прислугой, чтобы провести вместе уик-энд. Констанс, графиня Трэнтем, и её служанка Мэри Макихран по дороге пересекаются с известным композитором Айвором Новелло, кинопродюсером Морисом Уайсменом и его слугой Генри Дентоном. По прибытии гостей встречают хозяева поместья, а слуг — экономка миссис Уилсон.
Один из гостей, предприниматель Энтони Мередит, испытывает финансовые трудности и просит денег у сэра Уильяма, но тот ему отказывает. Мэри знакомится с Робертом Парксом, слугой лорда Рэймонда Стокбриджа, и старшей горничной Элси. Тем же вечером перед ужином гостей Констанс рассказывает Мэри, что у леди Сильвии и её младшей сестры Луизы Стокбридж была игра в карты, на кон которой ставилось замужество одной из них на сэре Уильяме. Во время ужина служащих Генри Дентон интересуется, у кого из присутствующих родители были прислугой. Паркс отказывается отвечать, чем занимались его родители, и сообщает, что вырос в приюте. После ужина кухарка миссис Крофт обнаруживает пропажу серебряного ножа. Тем временем леди Сильвия случайно встречает в коридоре Дентона и просит принести ей стакан молока. Дентон приходит в спальню к леди Сильвии и проводит всю ночь у неё.
Следующим днём, во время охоты на фазанов, сэр Уильям случайным выстрелом получает лёгкое ранение в ухо. Раздражённый, он снова отказывает Мередиту в финансовой помощи. Леди Сильвия сообщает Констанс, что она может лишиться содержанства у сэра Уильяма, от которого графиня Трэнтем полностью зависима. За ужином сохраняется напряжённая обстановка. Леди Сильвия ругается с сэром Уильямом. Элси, имеющая связь с сэром Уильямом, обрывает леди Сильвию и выбегает из столовой. Сэр Уильям покидает гостей и отправляется в библиотеку, куда миссис Уилсон приносит ему кофе. Маккордл отталкивает протянутую чашку, требуя виски, и экономка наливает ему напиток. Графиня Трэнтем предлагает гостям составить партию в бридж. Новелло садится за рояль и начинает петь. Некоторое время спустя Луиза идёт в библиотеку и видит тело сэра Уильяма, заколотого ножом. На её крик сбегаются все гости, и лорд Стокбридж вызывает в особняк полицию.
Через несколько часов в поместье прибывают инспектор Томпсон и констебль Декстер. При осмотре места преступления Декстер предполагает, что сэр Уильям был уже мёртв, когда в него всадили нож. У Генри вновь проходит свидание со ставшей вдовой леди Сильвией. Затем выясняется, что Дентон на самом деле является американским актёром, изображая слугу Уайсмена, в то время как сам кинопродюсер изучает Англию для своего будущего проекта. Инспектор Томпсон отпускает гостей, не опросив большую часть из них.
Утром миссис Крофт рассказывает своей коллеге, что сэр Уильям был известен склонностью совращать женщин, работавших на его фабриках. Если женщина беременела, он предлагал ей выбор: оставить ребёнка себе и потерять работу, либо отдать его в приют и сохранить свою должность. Подслушав разговор, Мэри догадывается, что сэра Уильяма убил Роберт Паркс. Вечером Мэри приходит к нему в комнату, и Паркс рассказывает ей, что он — внебрачный сын сэра Уильяма, отправившего его в приют в детстве. Паркс специально устроился на работу к лорду Стокбриджу, чтобы попасть в дом сэра Уильяма, и он же ударил его ножом в библиотеке. Однако утром, из разговора кухарок, Роберт узнал, что Маккордл был уже мёртв — отравлен до удара ножом. Роберт утверждает Мэри, что он не отравлял сэра Уильяма и ему всё равно, кто это сделал.
В последнее утро уик-энда большая часть гостей покидает особняк. Уволенная Элси, Новелло, Уайсмен и Дентон отправляются в Лондон. Предприятие Энтони Мередита избегает банкротства благодаря смерти сэра Уильяма. За несколько часов до отъезда Мэри узнаёт из разговора Констанс и леди Сильвии, что настоящая фамилия миссис Уилсон — Паркс, то есть она является матерью Роберта, а миссис Крофт приходится ей родной сестрой. Девушка приходит к миссис Уилсон, и та признаётся в отравлении сэра Уильяма, поскольку она знала о намерении Роберта убить отца и поэтому подстроила всё таким образом, чтобы он всадил нож в уже мёртвое тело. Миссис Крофт утешает убитую горем сестру, в то время как Мэри прощается с Робертом, ничего не говоря ему ни о его матери, ни об убийстве. Последние гости уезжают из поместья.

## Актёрский состав
Господа:
| Актёр                 | Роль                      |
| --------------------- | ------------------------- |
| Мэгги Смит            | Констанс, графиня Трэнтем |
| Майкл Гэмбон          | сэр Уильям Маккордл       |
| Кристин Скотт Томас   | леди Сильвия Маккордл     |
| Камилла Разерфорд     | Изобел Маккордл           |
| Чарльз Дэнс           | лорд Рэймонд Стокбридж    |
| Джеральдин Сомервилль | Луиза Стокбридж           |
| Том Холландер         | Энтони Мередит            |
| Наташа Уайтмен        | Лавиния Мередит           |
| Джереми Нортэм        | Айвор Новелло             |
| Боб Балабан           | продюсер Моррис Уайсмен   |
| Джеймс Уилби          | Фредди Несбитт            |
| Клоди Блэкли          | Мэйбел Несбитт            |
| Лоуренс Фокс          | Руперт Стэндиш            |
| Трент Форд            | Джереми Блонд             |

Слуги:
| Актёр            | Роль           |
| ---------------- | -------------- |
| Келли Макдональд | Мэри Макихран  |
| Клайв Оуэн       | Роберт Паркс   |
| Райан Филлипп    | Генри Дентон   |
| Хелен Миррен     | миссис Уилсон  |
| Айлин Эткинс     | миссис Крофт   |
| Эмили Уотсон     | Элси           |
| Алан Бейтс       | Дженнингс      |
| Дерек Джекоби    | Проберт        |
| Ричард Э. Грант  | Джордж         |
| Джереми Свифт    | Артур          |
| Софи Томпсон     | Дороти         |
| Эдриан Скарборо  | Барнс          |
| Тереза Чёрчер    | Берта          |
| Фрэнк Торнтон    | мистер Бёркетт |

Другие:
| Актёр       | Роль              |
| ----------- | ----------------- |
| Стивен Фрай | инспектор Томпсон |
| Рон Уэбстер | констебль Декстер |

## Музыка
В фильме звучит ряд песен, написанных в 1910—1930-е годы Айвором Новелло, который является одним из второстепенных персонажей картины. Песни исполнили Джереми Нортэм, сыгравший Новелло в фильме, и его брат Кристофер.

## Награды и номинации

### Награды
- 2002 — премия «Оскар» за лучший оригинальный сценарий (Джулиан Феллоуз)
- 2002 — премия Американского киноинститута лучшему режиссёру года (Роберт Олтмен)
- 2002 — две премии BAFTA: награды имени Александра Корды за лучший британский фильм года (Роберт Олтмен, Боб Балабан, Дэвид Леви), лучший дизайн костюмов (Дженни Беван)
- 2002 — премия «Золотой глобус» за лучшую режиссуру (Роберт Олтмен)
- 2002 — премия «Серебряная лента» Итальянского национального синдиката киножурналистов за лучшую режиссуру зарубежного фильма (Роберт Олтмен)
- 2002 — 3 премии Национального общества кинокритиков США: лучший режиссёр (Роберт Олтмен), лучший сценарий (Джулиан Феллоуз), лучшая актриса второго плана (Хелен Миррен)
- 2002 — две премии Гильдии киноактеров США: лучшая женская роль второго плана (Хелен Миррен), лучший актёрский ансамбль
- 2002 — премия Гильдии сценаристов США за лучший оригинальный сценарий (Джулиан Феллоуз)

### Номинации
- 2002 — 6 номинаций на премию «Оскар»: лучший фильм года (Роберт Олтмен, Боб Балабан, Дэвид Леви), Лучшая режиссура (Роберт Олтмен), лучшая актриса второго плана (Хелен Миррен и Мэгги Смит), лучшая работа художника-постановщика (Стивен Олтмен, Анна Пиннок), лучший дизайн костюмов (Дженни Беван)
- 2002 — 3 номинации на премию Американского киноинститута: лучший композитор (Патрик Дойл), лучший монтаж (Тим Сквирз), лучший художник (Стивен Олтмен)
- 2002 — номинация на премию Австралийского киноинститута за лучший зарубежный фильм (Роберт Олтмен, Боб Балабан, Дэвид Леви)
- 2002 — 7 номинаций на премию BAFTA: награда имени Дэвида Лина за лучшую режиссуру (Роберт Олтмен), лучшая женская роль второго плана (Хелен Миррен и Мэгги Смит), лучший оригинальный сценарий (Джулиан Феллоуз), лучший грим (Салли Джей, Джэн Арчибальд), лучшая работа художника-постановщика (Стивен Олтмен), премия имени Карла Формана за лучший дебют британского сценариста, режиссёра или продюсера (Джулиан Феллоуз — сценарист)
- 2002 — номинация на премию Эдгара Аллана По за лучший художественный фильм (Джулиан Феллоуз)
- 2002 — 3 номинации на премию European Film Awards лучшей актрисе (Хелен Миррен, Мэгги Смит и Эмили Уотсон)
- 2002 — 4 номинации на премию «Золотой глобус»: лучший фильм — комедия или мюзикл, лучший сценарий (Джулиан Феллоуз), лучшая женская роль второго плана (Хелен Миррен и Мэгги Смит)
- 2003 — номинация на премию «Бодил» за лучший американский фильм (Роберт Олтмен)
- 2003 — номинация на премию «Сезар» за лучший фильм Европейского Союза (Роберт Олтмен)
- 2003 — номинация на премию «Гойя» за лучший европейский фильм (Роберт Олтмен)